# ملکه کریستینا (فیلم ۱۹۳۳)
ملکه کریستینا (به انگلیسی: Queen Christina) فیلمی محصول سال ۱۹۳۳ میلادی و ساختهٔ کارگردان گرجستانی الاصل هالیوود روبن مامولیان است. این فیلمِ تاریخی در ۹ فوریهٔ سال ۱۹۳۴ در آمریکا اکران شد. فیلم یک میلیون و صد و چهارده هزار دلار برای مترو گلدوین میر هزینه برداشت و درنهایت فروشی بالغ بر دو میلیون و ششصد هزار دلار در سراسر جهان داشت. فیلمِ ۹۹ دقیقه‌ایِ روبن مامولیان از آثار فاخر دههٔ سی میلادی سینماست.

## داستان فیلم
مثلثی عشق در قرن هفدهم، آن هم در جایی که کریستینا (با بازی گرتا گاربو) ملکه ای است که با قدرت حکومت می‌کند. از یکسو ماگنوس (با بازی ایان کیث) محبوب سابق کریستینا به دنبال ازدواج با اوست و از سوی دیگر دون آنتونیو (با بازی جان گیلبرت) قرار دارد که شاه اسپانیاست…

## توضیحات فیلم

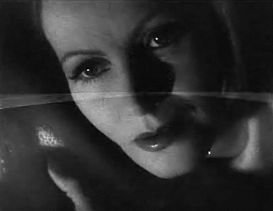
اسکرین شات برش خورده گرتا گاربو از تریلر فیلم ملکه کریستینا.

ابتدا قرار بود لارنس اولیویه جوان که انتخاب روبن مامولیان بود در مقابل گرتا گاربو بازی کند. اما گاربو همانند سایر فیلمهایش، از این امتیاز برخوردار بود که کارگردان، بازیگر مقابل و مضمون فیلم را انتخاب کند؛ بنابراین او برای نقش مقابلِ بیست و یکمین فیلم خود، جان گیلبرت را انتخاب کرد. گیلبرت زوج هنری گاربو در سالهای قبل شناخته می‌شد. فیلم جلوه‌های بصری فوق‌العاده‌ای دارد؛ مخصوصاً آنجا که گاربو در جهت مخالف باد ایستاده و موهای پریشانش، قاب را جلوه‌ای منحصربه‌فرد می‌بخشد. مامولیان با قاب بندیهایش ثابت می‌کند استعدادی بزرگ در سینماست. فیلم نامزد جایزهٔ اصلی جشنوارهٔ ونیز ایتالیا شد.

## عوامل فیلم
| عوامل      | نام |
| ---------- | --- |
| کارگردان   | روبن مامولیان |
| نویسندگان  | اچ.ام. هاروود، زالکا فیرتل، اس.ان. برمن بر اساس داستانی نوشتهٔ زالکا فیرتل و مارگارت لِوینو                                       |
| بازیگران   | گرتا گاربو، جان گیلبرت، یان کیث، لوئیس استون، الیزابت یانگ، سی آبری اسمیت، رجینالد اوئن، هوپر اچلی، سی. مانتگیو شا، دیوید تورنس |
| فیلمبردار  | ویلیام اچ دانیلز |
| موسیقی     | هربرت استوتارت |
| تدوین      | بلانش سیووِل |
| طراحی صحنه | الکساندر تولوبوف |
| طراحی لباس | آدریان |